# Championnats du monde de pelote basque 2010
Navigation
Mexico 2006 Zinacantepec 2014

## Organisation
A l'issue de la dernière édition disputée au Mexique, la Fédération Internationale désigne la France comme lieu des 16e championnats du monde.

### Nations participantes
Dix-neuf nations , prennent part à ces championnats : 
| - Argentine - Belgique (6) - Brésil - Canada - Chili - Costa Rica - Cuba (11) | - Espagne (52) - États-Unis (34) - France (52) - Guatemala - Italie (3) - Nicaragua | - Mexique (52) - Pérou (4) - Philippines (3) - République dominicaine (3) - Uruguay - Vénézuela |

L'Équateur, l'Inde et la Bolivie, pressentis pour participer, déclarent finalement forfait,.

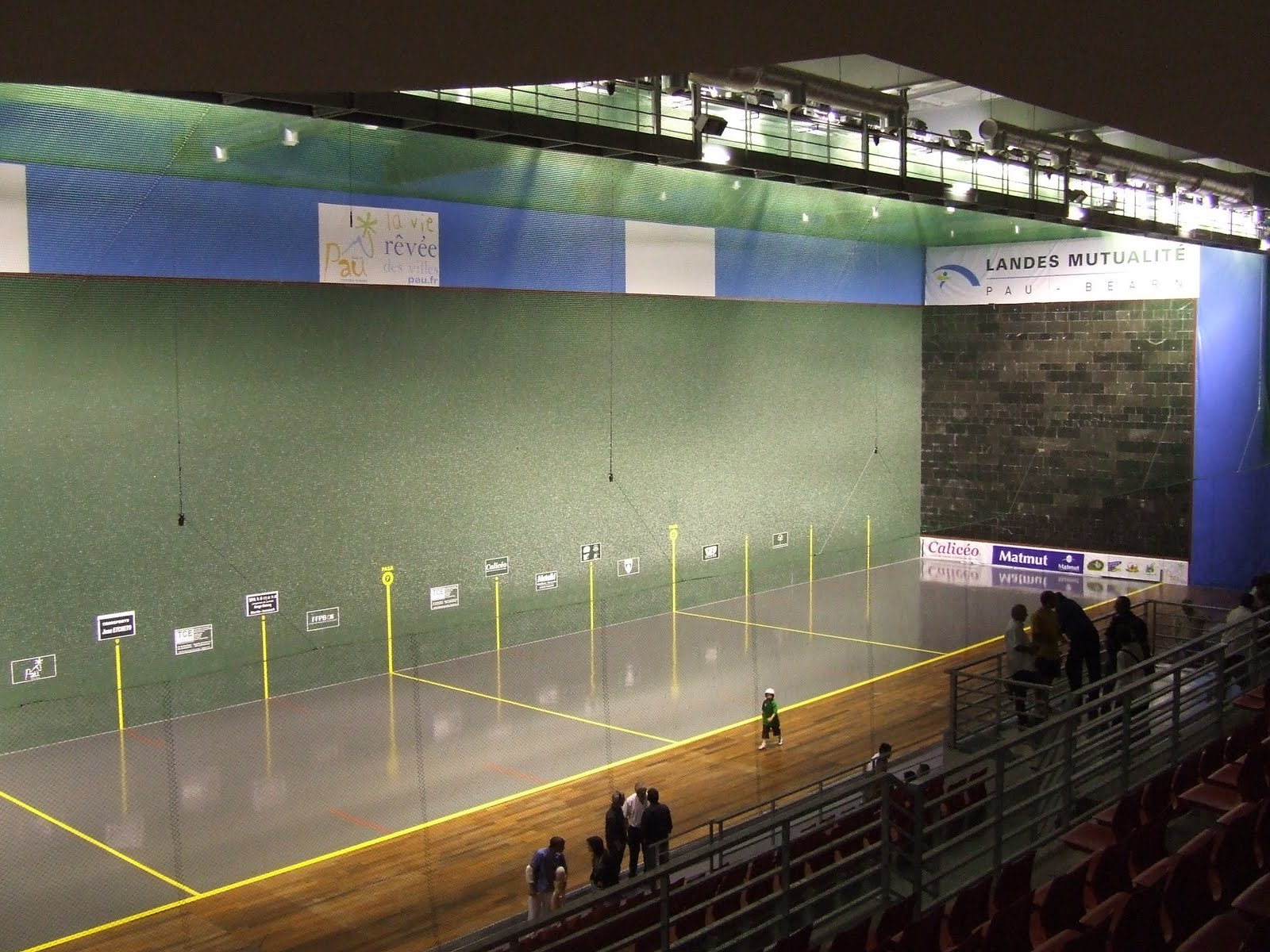
Jaï Alaï de Pau

### Lieux de compétition
Quatre sites accueillent ces championnats:
- le complexe de pelote de Pau, avec ses 2 frontons (30 m/36 m et jaï-alaï) et son trinquet, site de toutes les compétitions par spécialité ; capable d'accueillir 2050 spectateurs et offrant de multiples commodités, il sert de finale à 12 des 14 finales ;
- le complexe sportif Désiré  Garrain à Lescar, avec son fronton pour le frontenis masculin et féminin, la pelote à main nue, la paleta gomme masculine et féminine et son trinquet pour les spécialités de paleta gomme et de main nue ;
- le fronton de 30 mètres de Billère, pour le frontenis masculin et féminin et la paleta gomme masculine ;
- le complexe Guynemer de Pelote Basque et Quilles à Oloron-Sainte-Marie, regroupant deux trinquets et accueillant toutes les spécialités de trinquet et notamment les deux finales de xare et paleta gomme masculine.

### Épreuves et inscriptions
| Spécialités                    | Spécialités                    | Nations inscrites      | Nations inscrites      | Nations inscrites | Nations inscrites | Nations inscrites | Nations inscrites     | Nations inscrites | Nations inscrites    | Nations inscrites      | Nations inscrites    | Nations inscrites    | Nations inscrites   | Nations inscrites  | Nations inscrites    | Nations inscrites | Nations inscrites       | Nations inscrites                    | Nations inscrites    | Nations inscrites    |
| Spécialités                    | Spécialités                    | Drapeau de l'Argentine | Drapeau de la Belgique | Drapeau du Brésil | Drapeau du Canada | Drapeau du Chili  | Drapeau du Costa Rica | Drapeau de Cuba   | Drapeau de l'Espagne | Drapeau des États-Unis | Drapeau de la France | Drapeau du Guatemala | Drapeau de l'Italie | Drapeau du Mexique | Drapeau du Nicaragua | Drapeau du Pérou  | Drapeau des Philippines | Drapeau de la République dominicaine | Drapeau de l'Uruguay | Drapeau du Venezuela |
| ------------------------------ | ------------------------------ | ---------------------- | ---------------------- | ----------------- | ----------------- | ----------------- | --------------------- | ----------------- | -------------------- | ---------------------- | -------------------- | -------------------- | ------------------- | ------------------ | -------------------- | ----------------- | ----------------------- | ------------------------------------ | -------------------- | -------------------- |
| Trinquet                       |                                |                        |                        |                   |                   |                   |                       |                   |                      |                        |                      |                      |                     |                    |                      |                   |                         |                                      |                      |                      |
| Pelote à main nue (individuel) | Pelote à main nue (individuel) | ●                      | ●                      |                   |                   |                   |                       | ●                 | ●                    | ●                      | ●                    |                      | ●                   | ●                  |                      |                   |                         |                                      |                      | ●                    |
| Pelote à main nue (par équipe) | Pelote à main nue (par équipe) | ●                      | ●                      |                   |                   |                   |                       |                   | ●                    | ●                      | ●                    |                      | ●                   | ●                  |                      |                   |                         |                                      |                      | ●                    |
| Paleta, pelote de cuir         | Paleta, pelote de cuir         | ●                      |                        |                   |                   | ●                 |                       | ●                 | ●                    |                        | ●                    |                      |                     | ●                  |                      |                   |                         |                                      | ●                    | ●                    |
| Paleta, pelote de gomme        | H                              | ●                      | ●                      | ●                 |                   | ●                 |                       | ●                 | ●                    |                        | ●                    |                      | ●                   | ●                  |                      |                   |                         |                                      | ●                    | ●                    |
| Paleta, pelote de gomme        | F                              | ●                      |                        | ●                 | ●                 | ●                 |                       | ●                 | ●                    | ●                      | ●                    |                      |                     | ●                  |                      |                   |                         |                                      | ●                    | ●                    |
| Xare                           | Xare                           | ●                      |                        |                   |                   |                   |                       | ●                 | ●                    |                        | ●                    |                      |                     | ●                  |                      |                   |                         |                                      |                      | ●                    |
| Fronton de 30 mètres           |                                |                        |                        |                   |                   |                   |                       |                   |                      |                        |                      |                      |                     |                    |                      |                   |                         |                                      |                      |                      |
| Paleta, pelote de gomme        | Paleta, pelote de gomme        | ●                      | ●                      | ●                 | ●                 | ●                 |                       | ●                 | ●                    |                        | ●                    | ●                    | ●                   | ●                  | ●                    |                   |                         |                                      | ●                    | ●                    |
| Frontenis, pelote de gomme     | H                              | ●                      | ●                      | ●                 |                   | ●                 | ●                     | ●                 | ●                    | ●                      | ●                    | ●                    |                     | ●                  | ●                    | ●                 |                         |                                      |                      | ●                    |
| Frontenis, pelote de gomme     | F                              | ●                      |                        | ●                 |                   | ●                 |                       | ●                 | ●                    |                        | ●                    |                      |                     | ●                  |                      | ●                 |                         |                                      |                      | ●                    |
| Fronton de 36 mètres           |                                |                        |                        |                   |                   |                   |                       |                   |                      |                        |                      |                      |                     |                    |                      |                   |                         |                                      |                      |                      |
| Pelote à main nue (individuel) | Pelote à main nue (individuel) | ●                      |                        |                   | ●                 |                   |                       | ●                 | ●                    | ●                      | ●                    |                      |                     | ●                  |                      |                   |                         | ●                                    |                      | ●                    |
| Pelote à main nue (par équipe) | Pelote à main nue (par équipe) | ●                      |                        |                   |                   |                   |                       |                   | ●                    | ●                      | ●                    |                      |                     | ●                  |                      |                   |                         |                                      |                      | ●                    |
| Paleta, pelote de cuir         | Paleta, pelote de cuir         | ●                      |                        |                   |                   | ●                 |                       | ●                 | ●                    | ●                      | ●                    |                      |                     | ●                  |                      |                   |                         |                                      | ●                    | ●                    |
| Grosse pala (Pala corta)       | Grosse pala (Pala corta)       | ●                      |                        |                   |                   |                   |                       | ●                 | ●                    | ●                      | ●                    |                      |                     | ●                  |                      |                   |                         |                                      |                      | ●                    |
| Fronton de 54 mètres           |                                |                        |                        |                   |                   |                   |                       |                   |                      |                        |                      |                      |                     |                    |                      |                   |                         |                                      |                      |                      |
| Cesta punta                    | Cesta punta                    |                        |                        | ●                 |                   |                   |                       | ●                 | ●                    |                        | ●                    |                      |                     | ●                  |                      |                   | ●                       |                                      |                      | ●                    |

### Déroulement des compétitions
- Le jaï-alaï de Pau est victime d'un incendie volontaire dans la nuit du 22 au 23 septembre qui ne fait que des dégâts mineurs et ce, à 10 jours de l'ouverture des championnats. Les équipes techniques se chargent dans les jours qui suivent de remettre le complexe en état et notamment la façade noircie par ce feu de poubelle. Quatre autres incendies sont déclarés cette nuit-là dans l'agglomération paloise avec le même mode opératoire [10].

## Palmarès
| Épreuves                       | Épreuves                       | Or | Argent                                                                          | Bronze                                                                                    |
| ------------------------------ | ------------------------------ | --- | ------------------------------------------------------------------------------- | ----------------------------------------------------------------------------------------- |
| Trinquet                       |                                | |                                                                                 |                                                                                           |
| Pelote à main nue (individuel) | Pelote à main nue (individuel) | Mexique- Martin Cabello - Heriberto López (el Loquillo)                                                                   | France- Olivier Jeannots - Jean-Marc Lamure                                     | Espagne- Aitor Berrogui                                                                   |
| Pelote à main nue (par équipe) | Pelote à main nue (par équipe) | Mexique- Ángel Serralde - Heriberto López                                                                                 | France- Alexis Inchauspé - Ximun Lambert                                        | Espagne- Asier Monreal - Mikel Landa - Jon Ander Esnaola - Joseba Sánchez                 |
| Paleta, pelote de cuir         | Paleta, pelote de cuir         | Argentine- Sergio Villegas - Gastón Muñoz                                                                                 | Espagne- Miguel Fernandez de Laskoiti - Xabier Menendez                         | France- Christophe Cazemayor - Arnaud Bergerot - Régis Halsouet - Mickael Labourdique     |
| Paleta, pelote de gomme        | H                              | Argentine- Jorge Villegas - Eduardo Torres - Sergio Villegas                                                              | France- Stéphane Suzanne - Patxi Guillenteguy - Patrick Lissar                  | Uruguay- Carlos Buzzo - Enzo Cazzola                                                      |
| Paleta, pelote de gomme        | F                              | Espagne- Maïté Ruiz de Larramendy - Itxaso Urkizu - Haizea Zamora - Nagore Arozena                                        | France- Stéphanie Leiza - Severine Graciet - Amaia Etchelecu - Maika Elguezabal | Argentine- Johana Zair - Myrian Soledad Frías García - María Lis García Calderón - Torres |
| Xare                           | Xare                           | France- Olivier Laberdesque - Laurent Algalarrondo - Bruno Driolet - Yannick Laberdesque                                  | Espagne- Ignacio Dufur - José Larrea                                            | Cuba- Guillermo Pérez - Camilo Castillo                                                   |
| Fronton de 30 mètres           |                                | |                                                                                 |                                                                                           |
| Paleta, pelote de gomme        | Paleta, pelote de gomme        | Argentine- Javier Nicosia - Fernando Ergueta - Facundo Kennedy - Facundo Andreasen                                        | Espagne- Jorge Frías Navarro - Alfredo Alvarez García                           | Mexique- Homero Hurtado - Tovar - Daniel Rodríguez                                        |
| Frontenis, pelote de gomme     | H                              | Mexique- Héctor Rodríguez (Gasca) - Arturo Rodriguez Faisal - Alberto Rodriguez Faisal                                    | Espagne- Jorge Frías Navarro - Ivan Martinez Soriano - Oliver Martinez Muñoz    | France- Aritz Azpeitia - Kévin Pucheux - Hervé Tarraube - Pierre Etchart                  |
| Frontenis, pelote de gomme     | F                              | Mexique- Paulina Castillo - Guadalupe Hernández Encarnación (Lupita) - Maricruz Colón Tenorio - Rosa María Flores Buendía | Espagne- Maria Medina - Miriam Aranaz - Elena Medina                            | Cuba- Lisandra Lima - Yanaris Medina                                                      |
| Fronton de 36 mètres           |                                | |                                                                                 |                                                                                           |
| Pelote à main nue (individuel) | Pelote à main nue (individuel) | Espagne- Unaï Onsalo - Imanol Landiribar                                                                                  | Mexique- Fernando Medina - Javier Marín                                         | France- Andoni Alberdi - Julien Etcheverry                                                |
| Pelote à main nue (par équipe) | Pelote à main nue (par équipe) | Espagne- Miguel Irigoyen - Alvaro Untoria - Xuban Armendariz - José Javier Zabaleta                                       | Mexique- Fernando Medina - Jorge Alberto Alcantara - Balleza - Medina Espinosa  | France- Bintxo Bilbao - Xabi Arraztoa - Christian Gogny - Damien Aguerre                  |
| Paleta, pelote de cuir         | Paleta, pelote de cuir         | Espagne- Emiliano Skufka - David Caballero - Rubén Ayarra - Javier Labiano                                                | France- Jeannot Welmant - Frédéric Fontano - Luciano Mahabo - David Basterot    | Argentine- Mario Basualdo - Luciano Callarelli - Carlos Dorato                            |
| Grosse pala (Pala corta)       | Grosse pala (Pala corta)       | France- Thomas Iris - Sylvain Brefel - Christophe de Elizondo                                                             | Espagne- Xabier Zozaya - Daniel Velilla - Jesús Erburu - Óscar Mercado          | Cuba- Asuan Pérez - Frendy Fernández                                                      |
| Fronton de 54 mètres           |                                | |                                                                                 |                                                                                           |
| Cesta punta                    | Cesta punta                    | France- Jon Tambourindeguy - Nicolas Etcheto - Jean Dominique Olharan - Xabi Inza                                         | Mexique- José Miguel Valdés - Juan Pablo Valdés                                 | Espagne- Roberto Lekue - Guillen Padrosa - Xabier Barandika                               |

## Tableau des médailles
| Rang  | Nation    | Or | Argent | Bronze | Total |
| ----- | --------- | -- | ------ | ------ | ----- |
| 1     | Espagne   | 4  | 6      | 3      | 13    |
| 2     | Mexique   | 4  | 3      | 1      | 8     |
| 3     | France    | 3  | 5      | 4      | 12    |
| 4     | Argentine | 3  | 0      | 2      | 5     |
| 5     | Cuba      | 0  | 0      | 3      | 3     |
| 6     | Uruguay   | 0  | 0      | 1      | 1     |
| Total | Total     | 14 | 14     | 14     | 42    |